# Prison de King's Bench

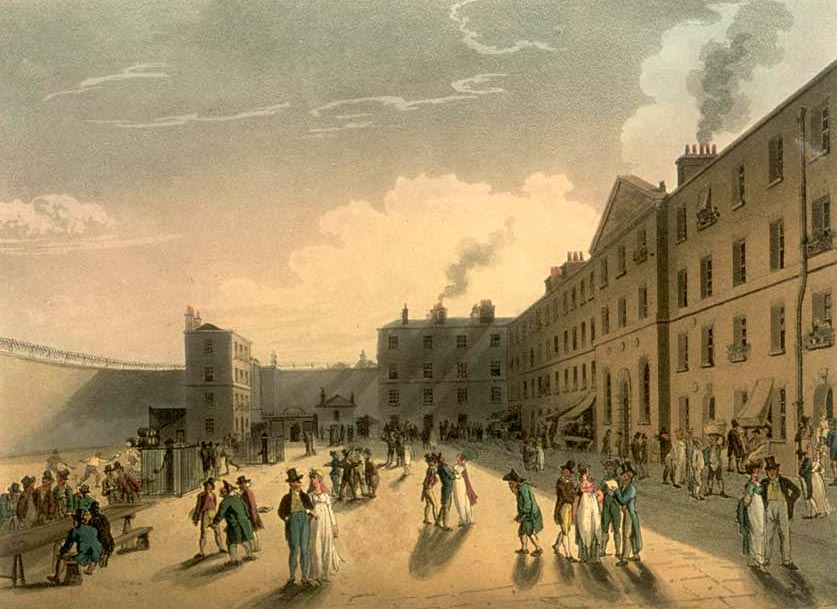
La Prison de King's Bench par Augustus Charles Pugin et Thomas Rowlandson (1808–11).

La Prison de King's Bench était une prison dans Southwark, un quartier du sud de Londres, depuis le Moyen Âge jusqu'à sa fermeture en 1880. Elle tire son nom du tribunal King's Bench, qui jugeait les cas de diffamation, de faillite et d'autres délits. Ainsi, la prison était principalement remplie de personnes endettées jusqu'à ce que cette pratique soit abolie dans les années 1860. En 1842, elle est renommée Prison de la Reine, avant de devenir le centre de détention de Southwark.

## Origines
Une première prison est construite à partir de deux maisons situées à Angel Place, sur la rue Borough High, la rue principale de Southwark ; comme d'autres bâtiments judiciaires, elle est souvent prise pour cible lors des révoltes, et est brûlée en 1381 et en 1450. Pendant le règne d'Henri VIII, de nouveaux bâtiments pour la prison sont construits à l'intérieur d'une enceinte de murs de brique. Tout finit par être démoli en 1761.

## Nouveau bâtiment

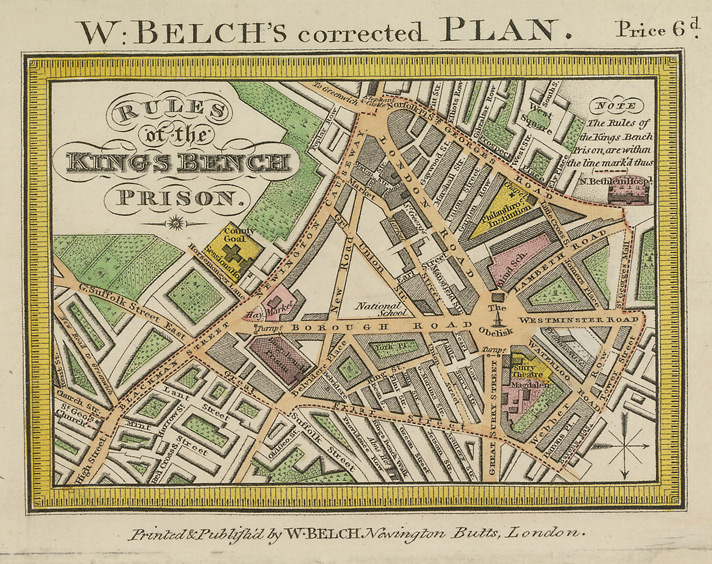
Plan de 1830 montrant les Rules de la prison. Les Rules étaient des espaces à proximité des portes de la prison où certains prisonniers avaient la permission de vivre.

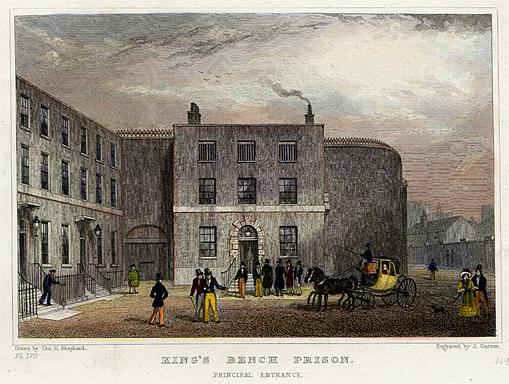
Dessin de l'entrée principale de la prison en 1828.

En 1758, la construction d'une nouvelle prison est réalisée pour la somme de 7 800 £ sur un terrain de 16 000 m2 près de St George's Fields (au sud de Borough Road, près de l'intersection avec Blackman Street/Newington Causeway, près de la geôle de Horsemonger Lane ; aujourd'hui le site est occupé par le lotissement Scovell). Bien que plus grande et mieux conçue que d'autres prisons londoniennes, la prison de King's Bench est néanmoins réputée pour sa saleté, sa surpopulation et ses épidémies de typhus. Les débiteurs devaient fournir leurs propres lits ainsi que leurs repas. Ceux qui pouvaient se permettre d'acheter les Liberty of the Rules pouvaient vivre en dehors de la prison, dans un secteur de 3 milles carrés.
Le 10 mai 1768, le radical John Wilkes est enfermé dans King's Bench pour avoir écrit un article qui critique sévèrement le roi George III. Cette incarcération provoque une émeute, le « massacre de St George's Fields », dans laquelle cinq personnes sont tuées. Comme les précédents bâtiments, la prison est sévèrement endommagée par un incendie pendant les Gordon Riots en 1780.
En 1842, elle devient la prison de la Reine, rassemblant les débiteurs des prisons de Marshalsea et de la Fleet, et envoyant les aliénés à l'hôpital royal de Bethlem. Les avantages que les prisonniers pouvaient se procurer sont abolis, et peu après être passée sous la responsabilité du Département de l'Intérieur, la prison est fermée et démolie.

## Apparitions en littérature
Le dramaturge britannique Thomas Dekker est enfermé entre 1612 et 1619 à la prison King's Bench pour une dette de 40 £ qu'il avait envers le père de John Webster. Il continue à écrire dans sa cellule.
Dans le roman David Copperfield de Charles Dickens, Mr Micawber y est emprisonné pour une dette. Dans un autre roman, Nicholas Nickleby, Madeline Bray et son père vivent dans la zone de Liberty of the Rules de King's Bench, tandis que dans Little Dorrit, Mr Rugg et Arthur Clennam discutent de la prison.
Dans Billy Budd, marin, de Herman Melville, il est écrit que John Claggart a probablement séjourné à King's Bench.

## Prisonniers renommés
- Claude de la Colombière, missionnaire jésuite
- Richard Baxter, théologien
- Thomas Brown, loyaliste
- Marc Isambart Brunel, ingénieur
- William Combe, écrivain
- Edmund Curll, éditeur
- John Galt, écrivain écossais
- Lady Emma Hamilton, maîtresse d'Horatio Nelson
- Benjamin Haydon, peintre
- William Hone, écrivain
- John Pell, mathématicien
- John Penry, martyr, brièvement emprisonné avant son exécution en 1593
- Mary Robinson, femme de lettres
- Robert Recorde, mathématicien ; il meurt en prison en 1558.
- John Rushworth, éditeur
- Christopher Smart, poète
- Charlotte Turner Smith, poète et romancière
- William Smith, géologue
- John Horne Tooke, philologue et homme politique
- John Wilkes, homme politique et journaliste
- Théodore de Neuhoff, ancien roi de Corse qui y fut emprisonné pour dettes, avant de rejoindre Liberties of Fleet.